# チョスゲン
チョスゲン（チベット文字：ཆོས་ཀྱི་; ワイリー方式：chos-rje、Čosgen「ダルマ」を意味します、? - 1364年）は、大元ウルス末期に仕えた政治家の一人。『元史』などの漢文史料では搠思監(shuòsījiān)と記される。チョスゲムとも。

## 概要

### 生い立ち
チョスゲンは曾祖父のブルガイに代表される、モンゴル帝国の高官を代々輩出してきた名家の出身であった。チョスゲンは幼い頃から成熟しており、言語の習得が早かったため周囲から大器であると期待されていたという。泰定年間にケシクテイ（宿衛）に入り、ビチクチ（書記官）を務めた。至順2年（1331年）には内八府宰相に任じられ、元統2年（1334年）には福建宣慰使都元帥とされた。福建には3年間赴任し、ここで政治に通達するようになったという。

### 立身出世
後至元3年（1337年）、江浙行中書省参知政事に任じられ、大元ウルス朝廷にとって重要な南方からの300万石の輸送を成功させている。後至元6年（1340年）、湖北道粛政廉訪使に任じられたが現地に赴任しない内に江浙行省右丞に改められ、崩壊状態にあった福建地方の塩法を立て直した。至正元年（1341年）、山東粛政廉訪使、ついで中政使とされ、更に至正2年（1342年）正月に陝西行台御史中丞とされた。その後も中書参知政事・右丞を歴任し、至正6年（1346年）には御史中丞、至正9年（1349年）には大宗正府イェケ・ジャルグチを経て中書右丞となり中央で国政に携わるようになった。以後、平章政事・御史大夫を歴任し、トクトによる徐州の平定に従軍し功績を挙げている。
至正14年（1354年）9月、淮南で賊を討伐した際には自ら前線に立ち、流れ矢が顔に当たっても動じなかったという。至正15年（1355年）、陝西行省平章・知枢密院事・中書平章兼大司農分司を歴任した。この頃、ウカアト・カアン（順帝トゴン・テムル）に謁見した際に顔の矢傷跡を見られ、ウカアト・カアンは深く歎憫したという。至正16年（1356年）、御史大夫から中書左丞相、至正17年（1357年）には遂に最高位の中書右丞相に任じられた。至正18年（1358年）、太保の地位を授けられるとともに、曾祖父のブルガイを雲王、祖父のエセン・ブカを瀛王に、父のイリンチンを冀王に、それぞれ追封されている。

### 宰相時代
この頃、紅巾の乱を経て大元ウルスの中国統治は揺らぎつつあったにもかかわらず、高位にあったチョスゲンは有効な対策を打てず、かえって賄賂を取っていたことなどで評判を落としていた。同年冬、監察御史のイルチ・ブカはチョスゲンの私人であるドレとその妻の弟のオルジェイ・テムルが交鈔を偽造していたことを弾劾したため、ドレは自殺してチョスゲンも失脚した。しかし翌年に反乱軍が遼陽一帯を荒らしまわっていることが問題化すると遼陽行省左丞相に任命されて官界に復帰し、現地に赴かないままに至正20年（1360年）3月に中書右丞相に移って国政の中枢に復帰した。
この頃、ウカアト・カアンの政治への意欲は更に低下し、宦官の資正院使朴ブカらが臣下との間に立って利を貪っていた｡ チョスゲンはこれと結託することでウカアト・カアンの下に国内の混乱に関する情報が届かないようにしてしまった。漢人による叛乱が悪化する一方で、これに独力で対抗するモンゴル人軍閥がこの頃台頭しつつあり、その中でもチャガン・テムルの河南軍閥とボロト・テムルの山西軍閥が特に有力であった。しかしチャガン・テムル（後に甥のココ・テムルが跡を継ぐ）とボロト・テムルは大元ウルス内での地位を巡って互いに対立しており、チョスゲンはココ・テムル側に肩入れして物に冤罪をかぶせた。至正24年（1364年）3月、チョスゲンの策略によってボロト・テムルを討伐すべしとの詔が出されたが、宗王ブヤン・テムル、トゲン・テムルらはボロト・テムルの軍勢に合流してその無実を主張したため、事態は悪化した。これを受けてウカアト・カアンはボロト・テムルの訴えを受け容れて官職に復帰させる詔を下したが、詔が下された後でもチョスゲンらはなお京に留まっていた。
同年4月、ボロト・テムルはトゲン・テムルを派遣して大都を占領させ、自らを陥れたチョスゲンらを捕らえようとした。ウカアト・カアンもやむを得ず二人を捕縛してボロト・テムルに差し出し、遂に両名は処刑された。その後、チョスゲンの家産は没収され息子の観音奴も遠方に流された。『元史』はチョスゲンを「姦臣伝」に載せ、「元の滅亡において、チョスゲンの罪は多い（元之亡、搠思監之罪居多）」と評している。

## ケレイト部シラ・オグル家
- トク・ブカ（Toq buqa ＞脱不花/tuō bùhuā）
- ケレゲイ（Keregei ＞怯烈哥/qièliègē）
- ビチクチ長シラ・オグル（Šira Oγul ＞昔剌斡忽勒/xīlà wòhūlè）
  - 中書右丞相ブルガイ（Bulγai ＞孛魯合/bólŭhé,بلغای اقا/bulghāī āqā）
    - 恒陽王エセン・ブカ（Esen buqa ＞也先不花/yĕxiān bùhuā）
      - 湖南行省左丞相イリンチン（Irinǰin ＞亦憐真/yìliánzhēn）
        - 太保中書右丞相チョスゲン（Čosgen ＞搠思監/shuòsījiān）

      - 広陽王トゥクルク（Tuqluq ＞禿魯/tūlŭ）
      - 湖南宣慰使ダシュ（Daš ＞答思/dásī）
      - 中政使ケレイ（Kerei ＞怯烈/qièliè）
      - 行浙東道宣慰使司都元帥アルタン（Altan ＞按攤/àntān）
        - 湖南道宣慰副使アヨン（Ayong ＞阿栄/āróng）

    - 御史台中丞ムバーラク（Mubaraq ＞木八剌/mùbālà）
    - 泉府大卿ダシュマン（Dašman ＞答失蛮/dáshīmán,داشمن/dāshman）
    - 四川省平章政事ブカ・テムル（Buqa temür ＞不花帖木児/bùhuā tièmùér）
- カラ・オグル（Qara Oγul ＞哈剌阿忽剌/hālà āhūlà）